# Fabricació assistida per ordinador

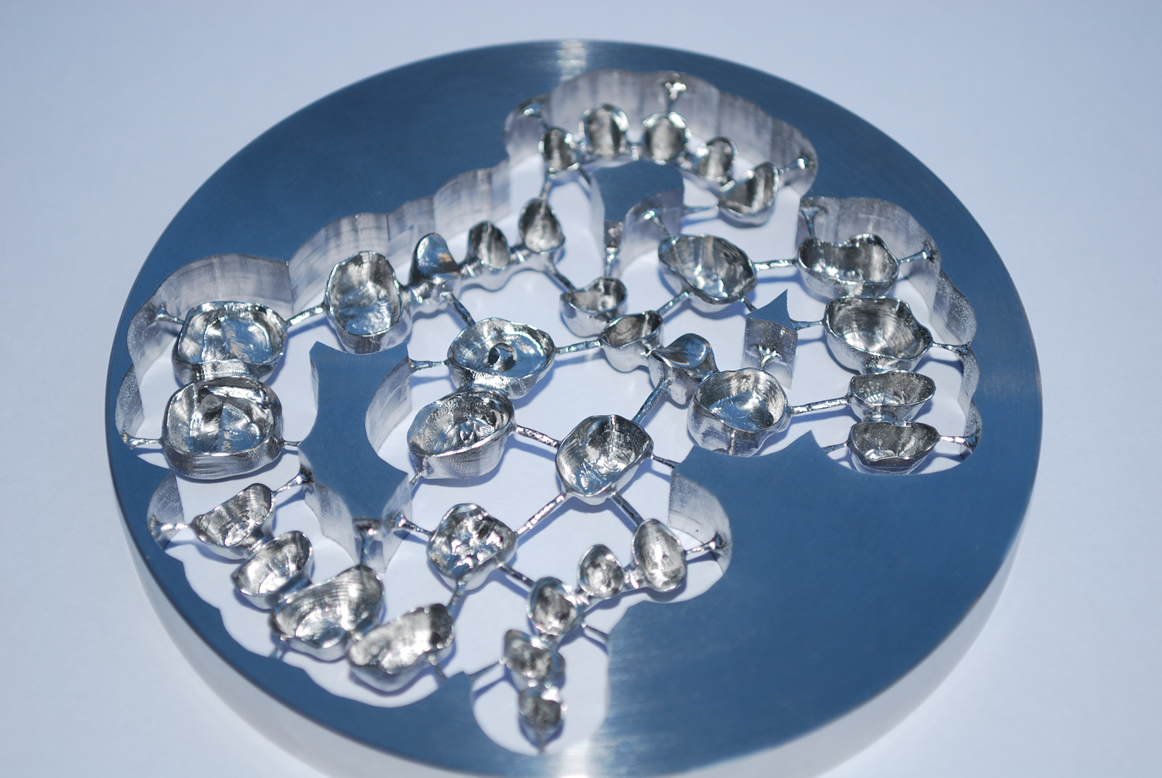
Disc de crom-cobalt amb corones per implants dentals, mecanitzades usant el programari WorkNC Dental de fabricació assistida per ordinador.

La fabricació assistida per ordinador (FAO), també coneguda com a CAM (Computer Aided Manufacturing), implica l'ús d'ordinadors i tecnologia de càlcul per ajudar en totes les fases de la fabricació d'un producte, incloent la planificació del procés i la producció, mecanitzat, administració i control de qualitat, amb una mínima intervenció humana. Forma part de les tecnologies assistides per ordinador.
Degut als seus avantatges, es combina el disseny assistit per ordinador (CAD) i la fabricació assistida per ordinador (CAM) en els sistemes CAD/CAM. Aquesta combinació permet la transferència d'informació des de l'etapa de disseny a l'etapa de planificació per la fabricació d'un producte, sense necessitat de tornar a capturar manualment les dades geomètriques de la peça.

## Programari CAM
Entre els principals CAD/CAM figuren CATIA, SprutCAM, WorkNC i Unigraphics.